# Goerodes corniger
Goerodes corniger är en nattsländeart som beskrevs av Georg Ulmer 1907. Goerodes corniger ingår i släktet Goerodes och familjen kantrörsnattsländor. Inga underarter finns listade i Catalogue of Life.